# Кобаяси, Коити
Коити Кобаяси (яп. 小林 光一 Кобаяси Ко:ити, родился 10 сентября 1952 года) — японский го-профессионал 9 дана, именем которого назван один из самых популярных на сегодняшний день дебютов го (фусэки Кобаяси).

## Биография
Коити Кобаяси родился 10 сентября 1952 года в городе Асахикава. Он стал одним из самых успешных учеников Минору Китани и обучался в его додзё вместе с другими будущими профессионалами — Тикуном Тё, Масао Като, Ёсио Исидой и Масаки Такэмией. За свою карьеру Кобаяси выиграл более 1200 турнирных партий. Он является обладателем основных титулов — Мэйдзин, Дзюдан, Госэй, Кисэй, а также обладателем званий почётного Кисэя, почётного Мэйдзина и почётного Госэя.
Кобаяси Коити является автором дебютной идеи, названной его именем — фусэки Кобаяси. Этот дебют используется профессионалами и любителями уже более 20 лет и популярен в настоящее время.
Кобаяси женился на дочери своего учителя — Рэйко Китани, хотя та была на 13 лет старше его, и Минору Китани был против; она также играла в го, обладала разрядом 6 профессионального дана и несколько раз становилась чемпионкой Японии среди женщин. Их дочь, Идзуми Кобаяси, на данный момент является профессионалом 6 дана и обладательницей нескольких титулов — женского Хонъимбо, женского Мэйдзина и других.

## Титулы
Коити Кобаяси занимает 3 место в Японии по количеству завоёванных им титулов го.
| Титул                | Годы                        |
| -------------------- | --------------------------- |
| Существующие         | 45                          |
| Кисэй                | 1986-1993                   |
| Мэйдзин              | 1985, 1988—1994             |
| Дзюдан               | 1984-1986, 1999, 2000       |
| Тэнгэн               | 1976, 1986, 1998, 1999      |
| Госэй                | 1988-1993, 1999, 2001, 2002 |
| Agon Cup             | 1999                        |
| Синдзин-О            | 1976, 1977                  |
| NEC Cup              | 1995, 1999, 2004            |
| NHK Cup              | 1986, 2004                  |
| Рюсэй                | 1997, 2002, 2003            |
| Ранее существовавшие | 9                           |
| Какусэй              | 1994, 1997, 2001            |
| Hayago Championship  | 1972, 1981, 1986, 1997      |
| Синъэй               | 1972, 1975                  |
| Prime Minister Cup   | 1972, 1974                  |
| Континентальные      | 2                           |
| China-Japan Tengen   | 2000                        |
| China-Japan Agon Cup | 2000                        |
| Международные        | 1                           |
| Fujitsu Cup          | 1997                        |
| Всего                | 57                          |

Участвовал в розыгрыше
| Титул                | Годы                         |
| -------------------- | ---------------------------- |
| Существующие         | 26                           |
| Кисэй                | 1994, 1999                   |
| Мэйдзин              | 1986, 1995, 1997             |
| Хонъимбо             | 1982, 1990, 1991, 1992       |
| Дзюдан               | 1987, 1992, 1994, 2001       |
| Тэнгэн               | 1981, 1987, 1990, 1995, 2000 |
| Одза                 | 1985, 1992                   |
| Госэй                | 1994, 2000, 2003             |
| NEC Cup              | 1984, 1991                   |
| Agon Cup             | 2004                         |
| NHK Cup              | 1997                         |
| Ранее существовавшие | 9                            |
| Какусэй              | 1987, 2002                   |
| Синъэй               | 1974, 1979                   |
| Hayago Championship  | 1982, 1983, 1985, 2000, 2001 |
| Континентальные      | 1                            |
| China-Japan Tengen   | 1999                         |
| Международные        | 1                            |
| Fujitsu Cup          | 1995                         |
| Всего                | 38                           |